# Primera Liga de Eslovenia 2003-04
La PrvaLiga de Eslovenia 2003-04 fue la 13.ª edición de la máxima categoría del fútbol esloveno. Inició el 20 de julio de 2003 y finalizó el 30 de mayo de 2004. El campeón fue el ND Gorica, cortando la racha ganadora del NK Maribor que ganó las últimas 7 ligas de manera consecutiva.

## Tabla de posiciones
| Pos | Equipo   | PJ | PG | PE | PP | GF | GC | Dif | Pts |
| --- | -------- | -- | -- | -- | -- | -- | -- | --- | --- |
| 1   | Gorica   | 32 | 15 | 11 | 6  | 55 | 29 | +26 | 56  |
| 2   | Olimpija | 32 | 16 | 7  | 9  | 59 | 39 | +20 | 55  |
| 3   | Maribor  | 32 | 15 | 9  | 8  | 41 | 34 | +7  | 54  |
| 4   | Koper    | 32 | 13 | 11 | 8  | 41 | 32 | +9  | 50  |
| 5   | Mura     | 32 | 14 | 7  | 11 | 53 | 54 | –1  | 49  |
| 6   | Primorje | 32 | 12 | 12 | 8  | 59 | 36 | +23 | 48  |

| Pos | Equipo     | PJ | PG | PE | PP | GF | GC | Dif | Pts |
| --- | ---------- | -- | -- | -- | -- | -- | -- | --- | --- |
| 7   | Ljubljana  | 32 | 12 | 6  | 14 | 38 | 53 | –15 | 42  |
| 8   | Domžale    | 32 | 11 | 8  | 13 | 47 | 53 | –6  | 41  |
| 9   | Šmartno    | 32 | 10 | 10 | 12 | 43 | 48 | –5  | 40  |
| 10  | Celje      | 32 | 11 | 6  | 15 | 61 | 52 | +9  | 39  |
| 11  | Drava Ptuj | 32 | 7  | 7  | 18 | 34 | 60 | –16 | 28  |
| 12  | Dravograd  | 32 | 7  | 4  | 21 | 35 | 73 | –48 | 25  |

PJ = Partidos jugados; PG = Partidos ganados; PE = Partidos empatados; PP = Partidos perdidos; GF = Goles anotados; GC = Goles recibidos; Dif = Diferencia de goles; Pts = Puntos
|  | Liga de Campeones de la UEFA |
|  | Copa UEFA                    |
|  | Copa Intertoto de la UEFA    |
|  | Promoción de descenso        |
|  | Descenso a la 2. SNL         |

| Bandera de Eslovenia        |
| Campeón ND Gorica 2° título |

### Promoción de descenso
| Equipo 1        | Agr. | Equipo 2   | Ida | Vuelta |
| --------------- | ---- | ---------- | --- | ------ |
| NK Bela Krajina | 1-1  | Drava Ptuj | 0-0 | 1-1    |

Drava Ptuj se mantiene en la categoría gracias a la regla del gol de visitante.